# التاريخ الديموغرافي لإسكتلندا
يشتمل التاريخ الديموغرافي لاسكتلندا على كافة جوانب تاريخ السكان في اسكتلندا الحالية. ربما احتُلت اسكتلندا لأول مرة في الفترة ما بين الجليدية الأخيرة (130,000- 70,000 قبل الميلاد)، لكن أقدم دليل أثري باقٍ على الاستيطان البشري هو معسكرات الصيد والجمع في العصر الحجري المتوسط. تشير هذه إلى استخدام الشعب القوارب للتنقل بشكل كبير، وربما مع كثافة سكانية منخفضة جدًا. جلبت الزراعة من العصر الحجري الحديث مستوطنات دائمة يرجع تاريخها إلى 3500 قبل الميلاد، وتركزت فيها نسبة أكبر من السكان. تشير دلائل حصون التلال والمباني الأخرى إلى تزايد عدد السكان المستقر. تشير التغييرات في حجم الغابات إلى أن الغزوات الرومانية من القرن الأول الميلادي كان لها تأثير سلبي على السكان الأصليين.
لا توجد مصادر مكتوبة تقريبًا يستند إليها لإعادة بناء ديموغرافية اسكتلندا في أوائل العصور الوسطى. يُحتمل أنها كانت مجتمعًا يتسم بخصوبة عالية ووفيات مرتفعة، على غرار البلدان النامية في العالم الحديث. وربما زاد عدد السكان من نصف مليون إلى مليون بحلول منتصف القرن الرابع عشر عندما وصل الموت الأسود إلى البلاد. انخفض بعد ذلك إلى نصف مليون بنهاية القرن الخامس عشر. عاش نصف السكان تقريبًا شمال نهر تاي، وربما 10 في المئة في برا التي نشأت في أواخر العصور الوسطى. يشير التضخم في الأسعار إلى زيادة الطلب، أي أن السكان استمروا في النمو حتى أواخر القرن السادس عشر، عندما استقروا على الأرجح. بدأت الزيادة مرة أخرى عند الاستقرار النسبي في أواخر القرن السابع عشر. وتشير أقدم الأدلة الموثوقة إلى أن عدد السكان بلغ 1.2 مليون نسمة في عام 1681. انخفض العدد على الأرجح بسبب «السنوات السبع العجاف» في تسعينيات القرن السابع عشر، التي تسببت في مجاعة شديدة ونقص السكان، خاصةً في الشمال. أجري أول تعداد وطني للسكان في عام 1755، وأظهر أن عدد سكان اسكتلندا بلغ 1,265,380 نسمة. وبحلول ذلك الوقت كان عدد سكان أربع مدن يزيد على 10,000 نسمة، وكانت العاصمة إدنبرة، هي أكبر المدن وبلغ عدد سكانها 57,000 نسمة.
في بالمجمل، سجل سكان اسكتلندا نموًا سريعًا في أواخر القرن الثامن عشر والتاسع عشر. في حين تسببت عمليات إزالة الأراضي المنخفضة في انخفاض عدد السكان في المناطق المتأثرة، لم يحدث سوى انخفاض صاف للسكان المحليين في المرتفعات خلال عمليات إزالة المرتفعات. بحلول عام 1801، بلغ عدد سكان اسكتلندا 1,608,420، وزاد إلى 2,889,000 في عام 1851، و4,472,000 في عام 1901. بحلول بداية القرن العشرين، عاش واحد من كل ثلاثة في أربع مدن غلاسكو، وإدنبرة، ودندي، وأبردين. برزت غلاسكو بصفتها أكبر مدينة، إذ بلغ عدد سكانها 762,000 بحلول عام 1901، ما جعلها «المدينة الثانية للإمبراطورية». على الرغم من التوسع الصناعي، لم تكن هناك وظائف كافية، وفي الفترة ما بين منتصف القرن التاسع عشر وأزمة الكساد الكبير هاجر نحو مليوني اسكتلندي إلى أمريكا الشمالية وأستراليا، و750,000 آخرين إلى إنجلترا. مثّل الاسكتلنديون 10 في المئة فقط من السكان البريطانيين، لكنهم قدموا 15 في المئة من القوات المسلحة الوطنية، وشكلوا في النهاية 20 في المئة من القتلى في الحرب العالمية الأولى (1914-1918). مع نهاية الهجرة الجماعية، بلغ عدد السكان ذروته في عام 1974، إذ بلغ 5,240,800 نسمة. بعد ذلك بدأ في الانخفاض ببطء، وانتقل إلى 5,062,940 في عام 2000. كان هناك أيضًا انخفاض في عدد سكان بعض المناطق الحضرية نتيجة لسياسات إزالة الأحياء الفقيرة، والتدفق السكاني، والانتقال إلى المدن الجديدة، إذ انخفض عدد سكان غلاسكو من أكثر من مليون في عام 1951 إلى 629,000 في عام 2001. وشهدت المناطق الريفية أيضًا خسارة للسكان، لا سيما في المرتفعات وهبريدس.

## عصور ما قبل التاريخ والعصور الرومانية
في بعض الأوقات خلال الفترة ما بين الجليدية الأخيرة (130,000- 70,000 قبل الميلاد) كان مناخ أوروبا أكثر دفئًا مما هو عليه اليوم، وربما شق البشر الأوائل طريقهم إلى ما يُعرف الآن باسكتلندا، على الرغم من أن علماء الآثار لم يجدوا أي آثار لذلك. حتت الأنهار الجليدية طريقها عبر معظم بريطانيا، وبعد تراجع الجليد فقط أصبحت اسكتلندا صالحة للسكن مرةً ثانيةً، نحو 9600 قبل الميلاد. شكلت معسكرات الصيد والجمع في العصر الحجري المتوسط أولى المستوطنات المعروفة، وأرخّ علماء الآثار موقعًا بالقرب من بيغار نحو 8500 قبل الميلاد. أعطت العديد من المواقع الأخرى الموجودة في جميع أنحاء اسكتلندا انطباعًا عن الشعب الذي استخدم القوارب للتنقل بشكل كبير، وصنع الأدوات من العظام، والحجر، والقرون، وربما مع كثافة سكانية منخفضة جدًا.
جلبت الزراعة من العصر الحجري الحديث مستوطنات دائمة، مثل المنزل الحجري ناب أوف هوار في بابا ويستراي التي يرجع تاريخه إلى 3500 قبل الميلاد، وتركزت فيها نسبة أكبر من السكان. على الرغم من أن الجغرافي الروماني بطليموس أشار إلى وجود 19 «بلدة» في كاليدونيا، شمال مقاطعة بريطانيا الرومانية، لم يعثر على أي دليل واضح على المستوطنات الحضرية وربما كانت هذه حصون التلال. هناك أدلة على أكثر من 1000 حصن، معظمها جنوب خط كلايد فورث، ولكن يبدو أن أغلبيتها هُجرت في الفترة الرومانية. هناك أيضًا أدلة على وجود بيوت على شكل عجلة حجرية مميزة (نوع من المنازل المستديرة، مع دائرة من الأرصفة الحجرية تشبه قضبان العجلة)، وأكثر من 400 قبو صغير تحت الأرض (صالات عرض تحت الأرض ربما استخدِمت لتخزين الطعام). تشير التحليلات المكثفة للبحيرة السوداء في فايف إلى أن الأراضي الصالحة للزراعة امتدت على حساب الغابات نحو 2000 قبل الميلاد حتى فترة التقدم الروماني إلى الأراضي المنخفضة في اسكتلندا في القرن الأول الميلادي، ما يشير إلى توسع الاستقرار السكاني. بعد ذلك كان هناك إعادة نمو للقضبان، والبلوط، والبندق لمدة 500 عام تقريبًا، ما يشير إلى أن الغزوات الرومانية أثرت سلبًا على السكان الأصليين.

## العصور الوسطى

رسم مصغر لبييرار دو تيلت يوضح كتاب "رسالة ربعية" لجيل لي مويزيت (تورناي، حوالي عام ١٣٥٣). أهالي تورناي يدفنون ضحايا الموت الأسود. المخطوطة ١٣٠٧٦-١٣٠٧٧، الصفحة ٢٤.

لا توجد مصادر مكتوبة تقريبًا يستند إليها لإعادة بناء ديموغرافية اسكتلندا في أوائل العصور الوسطى. وضِعت تقديرات لعدد السكان وبلغ العدد 10,000 نسمة في دالريادا، و80,000 إلى 100,000 في بيكتيون، التي يُحتمل أنها كانت أكبر منطقة. من المرجح أن القرنين الخامس والسادس شهدا معدلات أعلى للوفيات بسبب ظهور الطاعون الدملي، الذي يُعتقد أنه أدى إلى انخفاض عدد السكان. يشير فحص مواقع الدفن لتلك الفترة، مثل تلك الموجودة في هالوهيل، وسنت أندروز، إلى أن متوسط العمر المتوقع لم يتجاوز 26 إلى 29 سنة. اتخِذت الظروف المعروفة للإشارة إلى أنه كان مجتمعًا يتسم بخصوبة عالية ووفيات مرتفعة، على غرار البلدان النامية في العالم الحديث، مع سمات ديموغرافية شابة نسبيًا، وربما الإنجاب المبكر، وأعداد كبيرة من الأطفال المولودين لكل امرأة (وإن كان معدل وفيات الأطفال مرتفعًا). كان هذا يعني نسبة منخفضة نسبيًا من العمال المتاحين إلى عدد الأفواه لإطعامهم، ما صعّب إنتاج فائض يسمح بالنمو الديموغرافي وتنمية مجتمعات أكثر تعقيدًا.
تشير التقديرات المستندة إلى حجم الأراضي الزراعية إلى أن عدد السكان ربما زاد من نصف مليون إلى مليون نسمة منذ تشكيل مملكة ألبا في القرن العاشر، حتى قبل وصول الموت الأسود إلى البلاد في 1349. وربما تخلل النمو أزمات عرضية، مثل المجاعات المسجلة في سجلات 1154 و1256. الأكثر أهمية كان سلسلة من المحاصيل الرديئة التي أثرت على اسكتلندا ومعظم أوروبا في أوائل القرن الرابع عشر، وانتشار المجاعات في 1315- 1316، وفي أواخر الثلاثينات من القرن الرابع عشر. 
على الرغم من عدم وجود وثائق موثوقة عن الأثر الديموغرافي للموت الأسود في اسكتلندا، هناك بعض الدلائل على الآثار الفورية للطاعون. سجل والتر باور أن 24، نحو الثلث، من كنسيي (كهنة) سنت أندروز ماتوا في أثناء تفشي المرض. هناك أيضًا إشارات قصصية إلى الأراضي المهجورة في العقود التالية. لو اتبع ذلك النمط في إنجلترا، فربما انخفض عدد السكان إلى نصف مليون بحلول نهاية القرن الخامس عشر. مقارنةً بتوزيع السكان بعد عمليات الإزالة اللاحقة والثورة الصناعية، كانت هذه الأرقام لتتوزع بالتساوي نسبيًا على المملكة، إذ عاش نصفهم تقريبًا شمال نهر تاي.   